# Curs Comú
Curs Comú (danès Fælles Kurs) fou un partit polític danès, fundat el 1986 i dissolt el 2001. Va ser format amb diverses fraccions del Partit Comunista de Dinamarca (DKP, Danmarks Kommunistiske Parti) escindits el 1979. Va ser dirigit per Preben Møller Hansen, era el cap dels mariners del DKP i n'havia estat expulsat.
El partit va tenir un paper limitat però notable en la política danesa als anys vuitanta i principis dels noranta del segle xx. El programa del 1989 contenia punts tradicionals d'esquerres, així com elements populistes com un focus en les condicions dels pensionistes i una forta retòrica nacional.
Era un partit d'extrema esquerra amb tinys nacionalistes que donava suport als règims de l'URSS, Cuba, Corea del Nord de Muammar el Gadafi i contrari a la Unió Europea amb un llenguatge gruixut. Va obtenir quatre escons a les eleccions legislatives daneses de 1987. A les eleccions de 1988 va obtenir 1,9% enllà del mínim 2% i no va obtenir cap escó. Va intentar col·laborar amb el Partit del Progrés, raó per la qual la major part dels seus militants l'abandonaren. El 2001 es va dissoldre i els seus membres tornaren al Partit Comunista de Dinamarca, que des del 1991 formava part de l'Aliança Roja-Verda.

## Resultats electorals
| Any  | Líder                | Vots                 | %                    | Escons               | +/-                  |
| ---- | -------------------- | -------------------- | -------------------- | -------------------- | -------------------- |
| 1987 | Preben Møller Hansen | 72,631               | 2.16                 | 4 / 179              | Nou                  |
| 1988 | Preben Møller Hansen | 63,263               | 1.90                 | 0 / 179              | 4                    |
| 1990 | Preben Møller Hansen | 57,896               | 1.79                 | 0 / 179              | =                    |
| 1994 | No hi van participar | No hi van participar | No hi van participar | No hi van participar | No hi van participar |
| 1998 | No hi van participar | No hi van participar | No hi van participar | No hi van participar | No hi van participar |